# Ma femme (Maupassant)
Pour les articles homonymes, voir Ma femme.
Ma femme est une nouvelle de Guy de Maupassant, parue en 1882.

## Historique
Ma femme est initialement publiée dans la revue Gil Blas du 5 décembre 1882, sous le pseudonyme Maufrigneuse. 

## Résumé
À la fin d’un dîner d’hommes mariés, ces messieurs parlent mariage et des circonstances qui ont fait qu’ils se sont mariés. Pierre L'étoile intervient en affirmant qu’il a épousé sa femme malgré lui, mais qu’il ne regrette rien car elle est parfaite.
Il avait trente-cinq ans et était allé à la noce d’un cousin en Normandie, on s’était mis à table à cinq heures, le repas fut terminé à onze heures pour faire place aux danseurs. Notre homme est bon danseur, toutes les femmes de la noce veulent danser avec lui, le problème c’est qu’entre deux danses, il boit, et à deux heures du matin il ne tient plus debout. Il regagne tant bien que mal le château, arrive difficilement au deuxième étage, rentre dans une chambre, s’affale dans une chaise longue et s’endort aussitôt.
Au matin, il est réveillé par une conversation, une main se pose sur sa tête, un cri, deux poignets s’attachent à lui, il se défend et bascule par terre avec son agresseur. Toute la maison arrive, on les sépare et il constate qu’il n’est pas dans sa chambre et qu’il se battait avec le colonel Dumoulin qui venait réveiller sa fille. Il regagne aussitôt sa chambre mais son oncle vient lui mettre un marché en main, le mariage ou le déshonneur de la jeune fille car personne ne croit à son histoire d’erreur de chambre, la réputation de la jeune fille est compromise, son père l’a battue et la pauvre fille pleure depuis le matin, on l'a accusée de ne pas avoir fermé sa chambre à clef.
Il tente de résister, plaidant sa bonne foi, mais quand sa tante revient à la charge en pleurant et lui laissant un espoir de discussion, il fait officiellement sa demande de mariage. Trois semaines plus tard, tout s’est enchainé sans rien pouvoir discuter, il la voit pour la première fois le jour des noces et constate qu’elle est jolie. Cinq ans plus tard il ne regrette rien.

## Éditions
- Ma femme, Maupassant, contes et nouvelles, texte établi et annoté par Louis Forestier, Bibliothèque de la Pléiade, éditions Gallimard, 1974  (ISBN 978 2 07 010805 3).